# 1003
Évszázadok: 10. század – 11. század – 12. század
Évtizedek: 950-es évek – 960-as évek – 970-es évek – 980-as évek – 990-es évek – 1000-es évek – 1010-es évek – 1020-as évek – 1030-as évek – 1040-es évek – 1050-es évek
Évek: 998 – 999 – 1000 – 1001 –  1002 – 1003 – 1004 – 1005 – 1006 – 1007 – 1008

## Események
- I. István magyar király bizánci szövetségben megtámadja a Prokuj gyulával szövetséges bolgárokat.
- Villásszakállú Svend dán király első inváziója Anglia ellen.
- I. Humbert lesz Savoya első grófja.
- II. Róbert francia király megtámadja Burgundiát de visszaverik.
- május 16. – XVII. János pápa megválasztása.[1]
- december 25. – XVIII. János pápa megválasztása.
- I. Boleszláv lengyel herceg Csehország és Morvaország hercege lesz.

## Születések
- Hitvalló Edward angol király (valószínű időpont) († 1066).

## Halálozások
- május 12. – II. Szilveszter pápa.[2]
- november 6. – XVII. János pápa.[1]
- Philoteosz alexandriai kopt pátriárka.